# Skinny Little Bitch
«Skinny Little Bitch» es una canción de la banda estadounidense Hole. Fue lanzado como el primer sencillo del cuarto álbum de estudio de la agrupación, Nobody's Daughter, el 12 de marzo de 2010 bajo la discográfica Mercury Records. Fue escrita por su vocalista Courtney Love y el guitarrista lider Micko Larkin, además de haber sido su primer sencillo publicado en diez años y el primero en el que no participó Eric Erlandson, miembro fundador del grupo.

## Lista de canciones
- Sencillo digital[1]

1. Skinny Little Bitch - 3:09

- Edición limitada de vinilo blanco de 10" [2]

1. Skinny Little Bitch - 3:09
2. Codine - 3:57

- CD promocional Europeo[3][4]

1. Skinny Little Bitch (clean version) - 3:11
2. Skinny Little Bitch (explicit version) - 3:11

## Video musical
Courtney Love pidió a Michael Mouris que crease una animación usando la canción "Skinny Little Bitch." Ejemplos de su obra se pueden encontrar aquí.
Hablando del video musical, Love afirmó que "habrá un vídeo impresionante para SLB, siempre y cuando el único modelo que todos ustedes caerán en Love que la banda necesita lo hace!". Más tarde se reveló que la modelo sea Sasha Pivovarova, elegida porque "ella es el aspecto único que puede transmitir lo que el SLB se dé a través de la tortura uno mismo." 
Sin embargo, Love ha declarado que Mert y Marcus vaya a dirigir el video musical, siempre que Mercurio greenlights el proyecto, al tiempo que indica una vez más que Sasha Pivovarova asumirá el papel de la "Skinny Little Bitch."
El 7 de abril de 2010, el canal oficial de YouTube de Hole en libertad una combinación multicámara de la actuación de "Skinny Little Bitch" en el festival de música SXSW. El rendimiento es overdubbed con la única versión de la canción. Menos de tres semanas después, el 27 de abril, Hole lanzó "el video más barato de Courtney", dirigido por Casey Neistat. Muestra a Love cantando "Skinny Little Bitch", mientras se hace un tatuaje y tiene menos de dos minutos de duración.

## Posicionamiento
| Listas (2010)               | Posición |
| --------------------------- | -------- |
| Billboard Alternative Songs | 19       |
| Billboard Rock Songs        | 29       |